# Siddeley-Deasy
Siddeley-Deasy – brytyjskie przedsiębiorstwo zajmujące się produkcją samochodów i samolotów. Istniało w latach 1909 - 1919.
Powstało, gdy John Davenport Siddeley odszedł ze spółki Wolseley-Siddeley i kupił zakłady Deasy Motor Car Manufacturing Ltd. Nazwę zmieniono w 1912 roku. W czasie pierwszej wojny światowej przestawiono się na produkcję lotniczą. Montowano samoloty Royal Aircraft Factory, Armstrong Whitworth Siskin, własne konstrukcje Siddeley-Deasy R.T.1 (który miał być ulepszoną wersją Royal Aircraft Factory R.E.8) oraz Siddeley-Deasy Siniai; jak również silniki Siddeley Puma, Siddeley Tiger. W 1919 roku zakłady Siddeley`a zostały włączone do koncernu Armstrong Whitworth, który posiadał już dział lotniczy Armstrong Whitworth Aircraft i utworzono spółkę Armstrong Siddeley.

## Modele samochodów
- 12/16 HP, 4-cylindrowy, 1944 cm3
- 14/20 HP, 4-cylindrowy, 2614 cm3
- 16/20 HP, 6-cylindrowy, 4962 cm3
- 18/24 HP, 6-cylindrowy, 4962 cm3
- 13/9 HP, 4-cylindrowy, 2015 cm3